# SN 1995ap
SN 1995ap – supernowa typu Ia odkryta 18 listopada 1995 roku w galaktyce A031228+0041. W momencie odkrycia miała maksymalną jasność 21,50m.